# Tyge J. Rothe
 Der er flere personer med dette navn, se Tyge Rothe (flertydig).
Tyge Jesper Rothe (2. december 1877 i Malmø – 28. januar 1970 i København) var en dansk politiker, minister og erhvervsmand.
Han blev født i Malmø som søn af Christian Ewald Rothe og Anna Elizabeth Jutta Skram. 
Han var uddannet som søofficer, men trådte i 1905 ind i sin fars vinhandel, Chr.E. Rothe & Co.
I 1907 blev han gift med Karen Marie Olesen, datter af etatsråd C.A. Olesen, De Danske Spritfabrikker.
Ved 1. Verdenskrigs udbrud i 1914 var Rothe højremand. Både i 1918 og i 1920 opstillede han forgæves som folketingskandidat for Venstre. To uger efter valget i april 1920 blev handelsminister i Ministeriet Neergaard II. 
Efter Landmandsbankens endelige krak i 1922 blev der rejst skarp kritik af regeringen, og specielt mod Rothe, men også mod statsminister Niels Neergaard. Dette førte til Rothes og regeringens afgang. Det lykedes dog Neergaard at rekonstruere regeringen, mens Rothe ikke vendte tilbage til politik.
Rothe var Dannebrogsmand. Få dage før folketingsvalget i september 1920 fik han Dannebrogordenens Kommandørkors af 2. grad. 